# Ukrainskt nejonöga
Ukrainskt nejonöga (Eudontomyzon mariae) är en ryggsträngsdjursart som först beskrevs av Berg 1931.  Ukrainskt nejonöga ingår i släktet Eudontomyzon och familjen nejonögon. Inga underarter finns listade i Catalogue of Life.
Arten förekommer i Svarta havets avrinningsområde från centrala Polen, östra Österrike, Serbien, Litauen och sydvästra Ryssland till Ukraina och Bulgarien. Den lever i olika vattendrag i låglandet.
Larverna utvecklas efter 3,5 till 4,5 år mellan september och december till vuxna exemplar. Födan utgörs av detritus och andra organiska partiklar. Äggläggningen sker mellan april och maj när vattnets temperatur når 11 till 16 °C. Hos ukrainskt nejonöga gräver hannar en liten sänka för äggens utveckling. Ofta bildas stim före äggläggningen. De vuxna individerna äter ingenting och dör kort efter fortplantningen.
Beståndet hotas av dammbyggnader och av vattenföroreningar. Hela populationen minskar men den är fortfarande stor. IUCN kategoriserar arten globalt som livskraftig.

## Bildgalleri

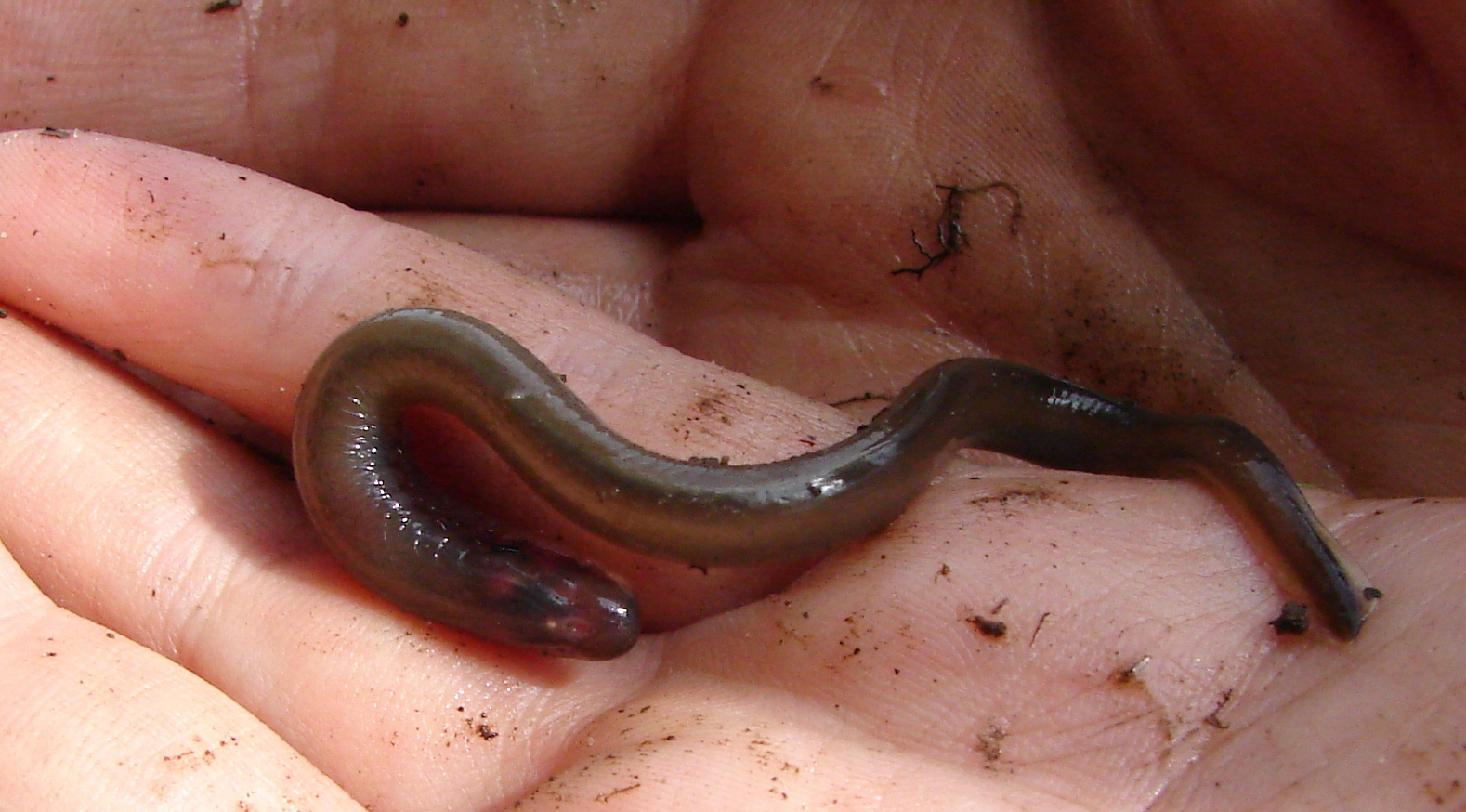